# Лисичка (род грибов)
Лиси́чка (лат. Cantharéllus) — род грибов-базидиомицетов. Является типовым родом семейства Лисичковые (Cantharellaceae). Научное название рода происходит от лат. cantharus, восходящего к др.-греч. κάνθαρος — «канфар», гриб назван так из-за воронковидных плодовых тел некоторых видов.

## Описание

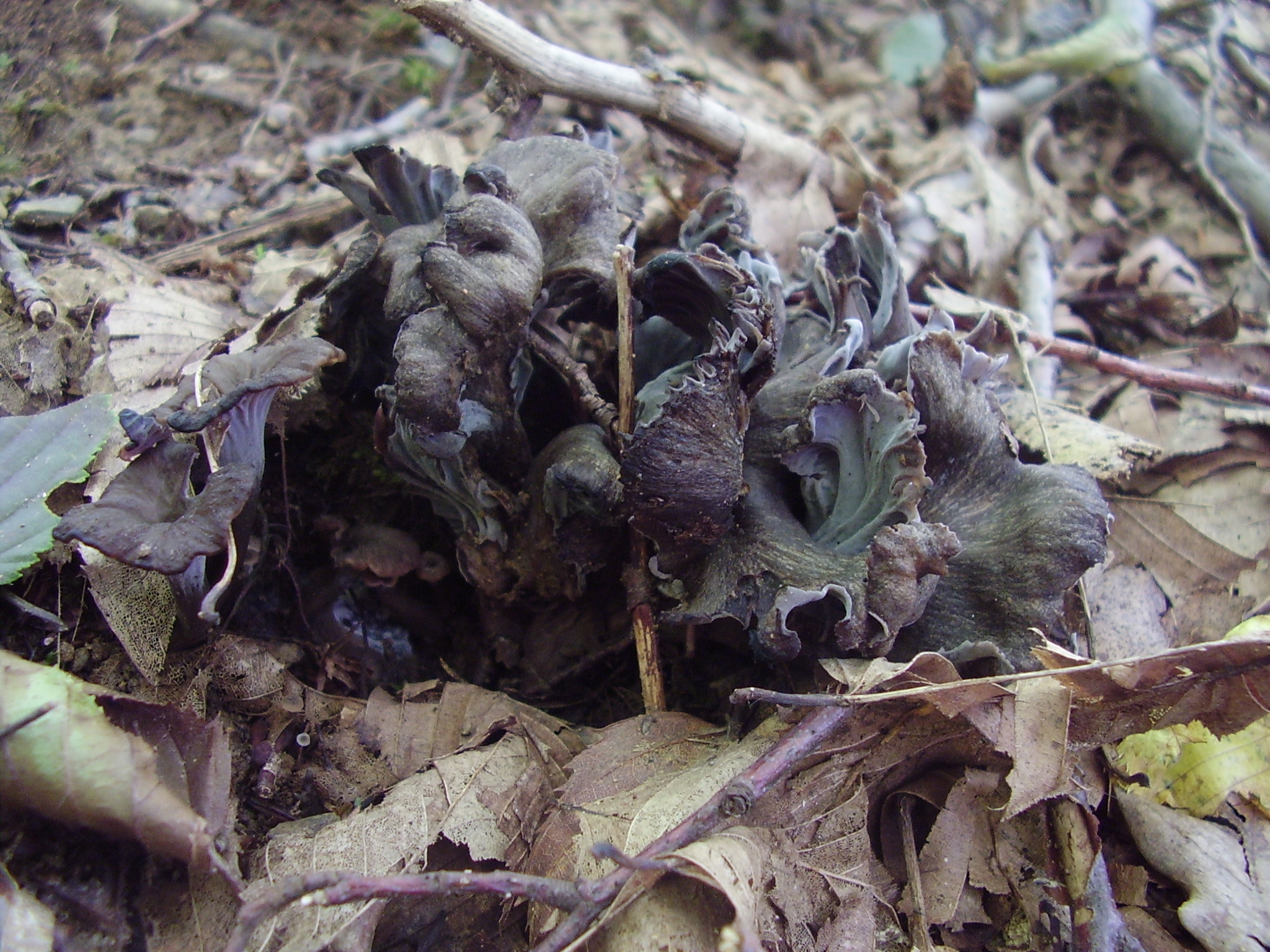
Лисички серые (Cantharellus cinereus) в Болгарии

- Плодовые тела шляпконожечные, небольшие или крупные, мясистые, более или менее воронковидной формы, у большинства видов жёлтого или красноватого цвета, реже беловатые (например, Cantharellus subalbidus[3]) или сероватые (Cantharellus cinereus)[4].
- Шляпка мясистая, с довольно толстым, тупым краем[5].
- Гименофор у большинства видов складчатый, не отделяемый от шляпки и ножки. Складки толстые, у большинства видов разветвлённые, у некоторых видов образуют «сеточку»[5]. У некоторых видов гименофор гладкий, как и у видов близкородственного рода Вороночник (Craterellus)[4]. Складчатый или гладкий гименофор является характерной особенностью грибов рода[1].
- Ножка довольно толстая, мясистая, короткая[4].
- Мякоть белого или жёлтого цвета, на разрезе у многих видов синеет, реже — краснеет или остаётся неокрашенной.
- Покрывало отсутствует[1].
- Споровый порошок у всех видов белого цвета[1].
- Среди лисичек отсутствуют ядовитые виды[6], однако следует помнить, что у этих грибов существуют ядовитые двойники, например, некоторые виды рода Омфалот (Omphalotus)[4].
- Известна и ложная лисичка, хотя и неядовитая, но несъедобная и распространённая.

## Экология и распространение
Микоризообразователи с хвойными и лиственными деревьями. Большинство видов рода произрастают на почве, однако некоторые растут во мху. Лисичка серая (Cantharellus cinereus) занесена в Красную книгу Республики Беларусь.

## Виды
Некоторые европейские и североамериканские виды:

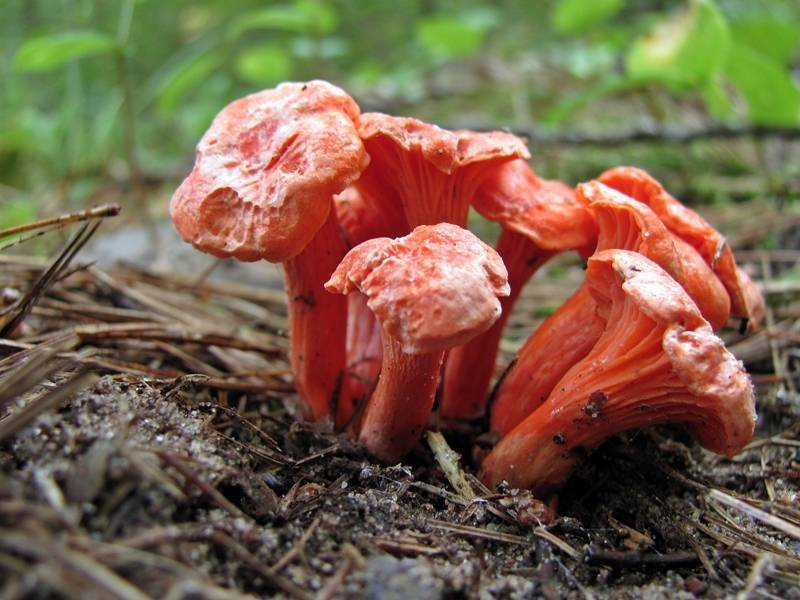
Лисичка киноварно-красная

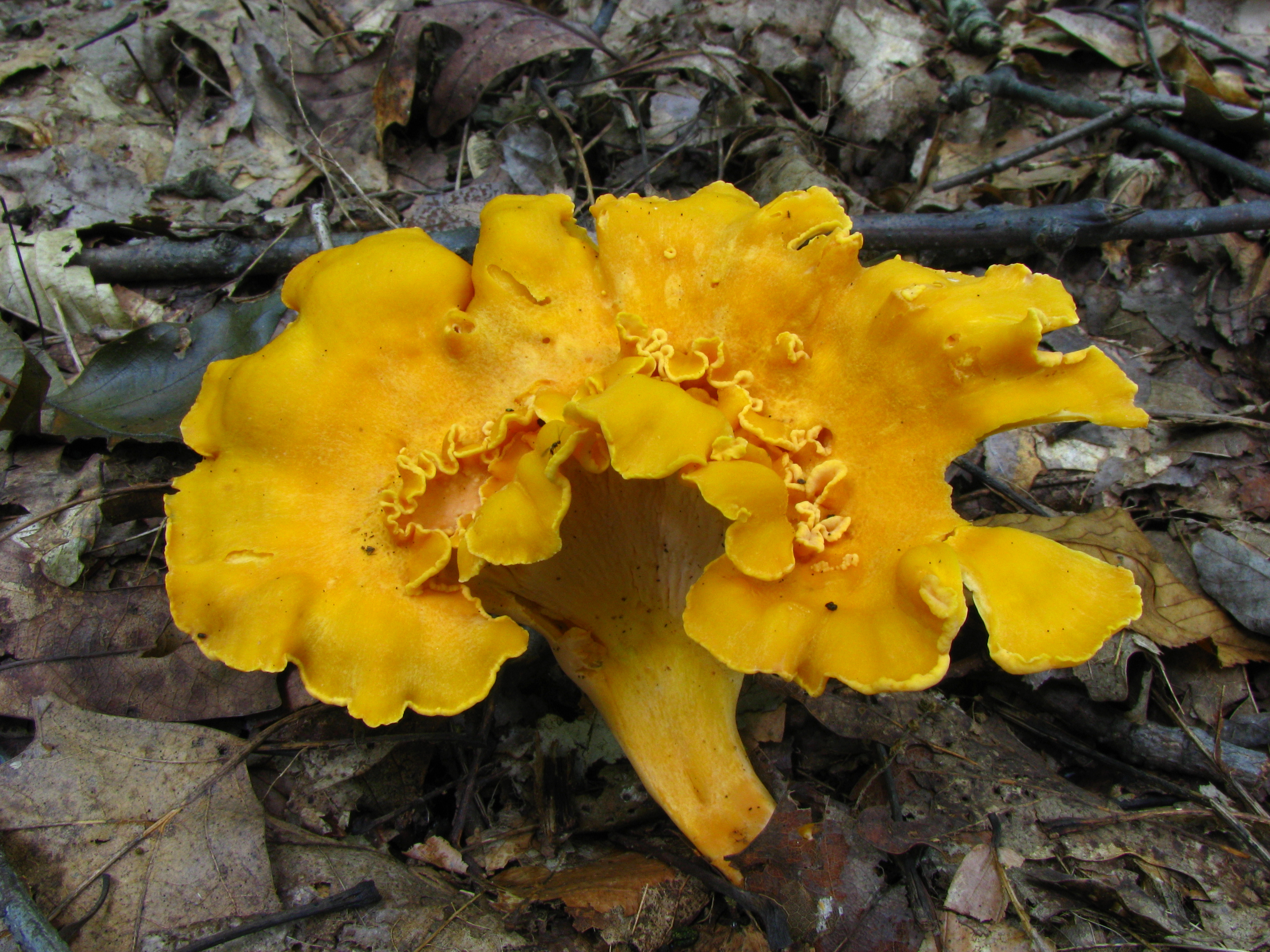
Cantharellus lateritius

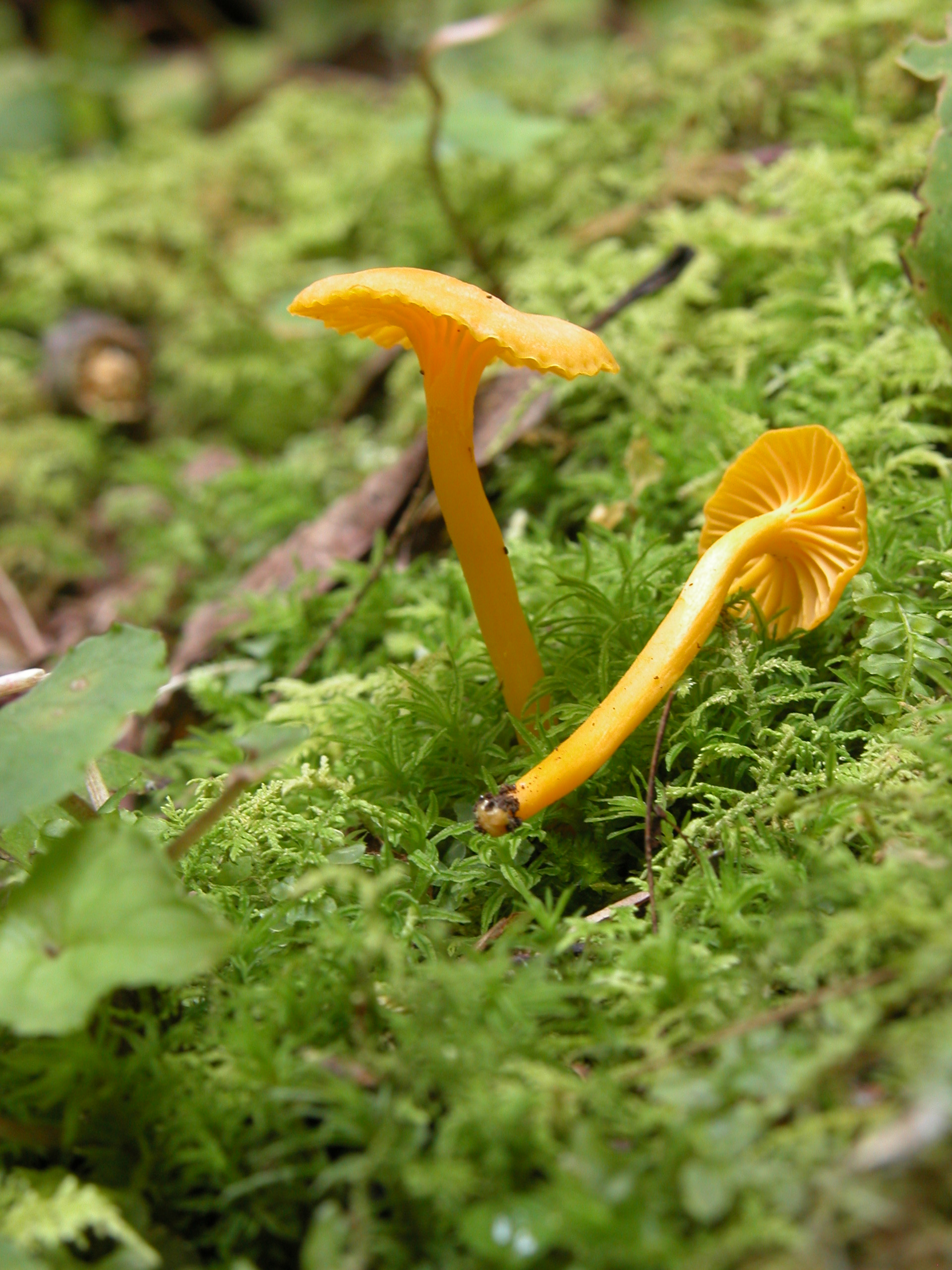
Cantharellus minor

- Cantharellus alborufescens (Malençon) Papetti & S.Alberti, 1999
  - [syn.  Cantharellus henricii Eyssart. & Buyck, 2000]
  - [syn.  Cantharellus ilicis Olariaga & Salcedo, 2008]
  - [syn.  Cantharellus lilacinopruinatus Hermitte et al., 2005]
- Cantharellus amethysteus (Quél.) Sacc., 1887 — Лисичка аметистовая
  - [syn.  Cantharellus rufipes Gillet, 1874]
- Cantharellus appalachiensis R.H.Petersen, 1971
- Cantharellus cibarius Fr., 1821 — Лисичка обыкновенная
  - [syn.  Cantharellus parviluteus Fernández Sas. et al., 2004]
- Cantharellus cinnabarinus (Schwein.) Schwein., 1832 — Лисичка киноварно-красная
- Cantharellus ferruginascens P.D.Orton, 1969
- Cantharellus formosus Corner, 1966
- Cantharellus friesii Quél., 1872 — Лисичка бархатистая
  - [syn.  Cantharellus ignescens Fayod, 1889]
- Cantharellus ianthinoxanthus (Maire) Kühner, 1947
- Cantharellus lateritius (Berk.) Singer, 1951
- Cantharellus melanoxeros Desm., 1830
- Cantharellus minor Peck, 1872
- Cantharellus pallens Pilát, 1959 — Лисичка бледная
  - [syn.  Cantharellus subpruinosus Eyssart. & Buyck, 2000]
- Cantharellus persicinus R.H.Petersen, 1986
- Cantharellus romagnesianus Eyssart. & Buyck, 1999
  - [syn.  Cantharellus gallaecicus (Blanco-Dios) Olariaga, 2007]
  - [syn.  Cantharellus lourizanianus Blanco-Dios, 2011]
  - [syn.  Cantharellus pseudominimus Eyssart. & Buyck, 1999]
- Cantharellus roseofagetorum Olariaga et al., 2016
- Cantharellus subalbidus A.H.Sm. & Morse, 1947